# Thüringer Museum für Elektrotechnik Erfurt
Das Thüringer Museum für Elektrotechnik (kurz: Elektromuseum) ist ein Technikmuseum in Erfurt, das vom Verein Elektromuseum – Thüringer Museum für Elektrotechnik Erfurt e. V. betrieben wird.
Ab dem Jahr 2000 unterhielt der Verein eine eigene Ausstellung, die 2012 geschlossen wurde. Seitdem ist der Verein auf der Suche nach einem neuen Standort in der Thüringer Landeshauptstadt Erfurt.

## Verein
Die Transformation der Strukturen durch die Treuhandanstalt in Folge der Währungs-, Wirtschafts- und Sozialunion von BRD und DDR und dem Austritt der DDR aus dem Rat für gegenseitige Wirtschaftshilfe vernachlässigte kulturellen Aspekte. Durch die Fokussierung auf wirtschaftliche und politische Ziele ergab sich für die Industriekultur in Thüringen die Gefahr, dass historisch wertvolle Geräte, Maschinen, Technologien und Informationen unwiederbringlich verloren gehen. Um dies zu verhindern, gründeten am 15. September 1990 engagierte Fachleute den gemeinnützigen Förderverein Elektromuseum – Thüringer Museum für Elektrotechnik Erfurt e. V.
Ziel des Vereins ist die Gründung und Unterhaltung eines Museums für Elektrotechnik in Erfurt. Er vereinigt Interessenten an der Geschichte der Elektrotechnik und an einem Elektromuseum und dient der Erhaltung, Pflege, und Öffentlichmachung technikhistorischen Kulturgutes in Thüringen.

## Geschichte

### Museum 2000–2012
Von 2000 bis 2012 betrieb der Verein eine ständige Ausstellung im Gebäude eines ehemaligen Rechenzentrums in der Erfurter Schlachthofstraße 45. Auf rund 300 m² wurden Exponate aus der Entwicklung verschiedener Bereiche der Elektrotechnik dargestellt.
Bestandteil des Museums war ein Schülerlabor für Physik und Elektronik mit ca. 30 Versuchen. Das Labor wurde vollständig durch ehrenamtliche Arbeit betrieben und insg. von ca. 6000 Schülern besucht. Messplätze für den Nachweis ionisierender Strahlung wurden vom Verein Strahlenschutzseminar in Thüringen e. V. an der TU-Ilmenau zur Verfügung gestellt. Für ihr ehrenamtliches Engagement erhielten die Vereinsmitglieder Josef Lorenz und Rudolf Fiebich 2013 das Bundesverdienstkreuz am Bande.

### Schließung und Suche nach einem neuen Standort
Im Juli 2012 musste die Ausstellung wegen eines Eigentümerwechsels und der damit einhergehenden Umnutzung des damaligen Gebäudes nach 12 Jahren geschlossen werden. Alle Exponate wurden in einem Depot in Erfurt eingelagert. Das Schülerlabor wurde an die Fachhochschule Erfurt übergeben und wird von dieser weitergeführt.
Seitdem bemüht sich der Verein um einen neuen Standort in der Thüringer Landeshauptstadt Erfurt. Der Wunschstandort des Vereins war das Dachgeschoss im leerstehenden Gebäude der Defensionskaserne auf der Zitadelle Petersberg, unweit des Erfurter Stadtkerns.
Anlässlich der Vorstellung des Konzeptpapiers zur Weiterentwicklung der Erfurter Museumslandschaft würdigte der Dezernent für Kultur und Stadtentwicklung, Tobias J. Knoblich, das Elektromuseum und regte die Durchführung von Sonderausstellungen an.

### Kooperationsvereinbarung
Gemeinsam mit zahlreichen Kooperationspartnern setzt sich der Verein in einer Vereinbarung vom 7. September 2018 für den Aufbau eines Thüringer Landesmuseums für Industrie- und Technikgeschichte ein.

## Fachvorträge und Leihstellungen
Der Verein veranstaltet Fachvorträge zu verschiedenen Bereichen der Elektrotechnik.
Exponate werden als Leihstellungen anderen Ausstellungen zur Verfügung gestellt.

## Sammlungen
Die Sammlungen sollen gemäß Beschluss der Mitgliederversammlung vom 16. April 2019 in das Stiftungsvermögen der sich in Gründung befindlichen "Stiftung Industriekultur Thüringen" überführt werden. Das Museum unterhält die folgenden Sammlungen:
- Audiotechnik, Videotechnik, Kinotechnik
- Elektromaschinen, Elektroinstallation
- Elektroporzellan
- Energietechnik
- Hochvakuumelektronik
- Halbleitertechnik
- Haushaltsgeräte
- Thüringer Industriearchiv
- Industrieelektronik
- Messtechnik
- Nachrichtentechnik
- Rundfunktechnik und Fernsehtechnik
- Rechentechnik, Drucktechnik, Schreibtechnik, Computertechnik

### Schwerpunkte

#### Hochvakuumelektronik
Das Museum besitzt etwa 800 verschiedene Typen von Empfängerröhren, Zählröhren, Röntgenröhren und Senderöhren nationaler und internationaler Hersteller sowie etwa 250 verschiedene Typen von Oszillographen- und Spezialröhren.

#### Hochvakuumelektronik aus dem Funkwerk Erfurt

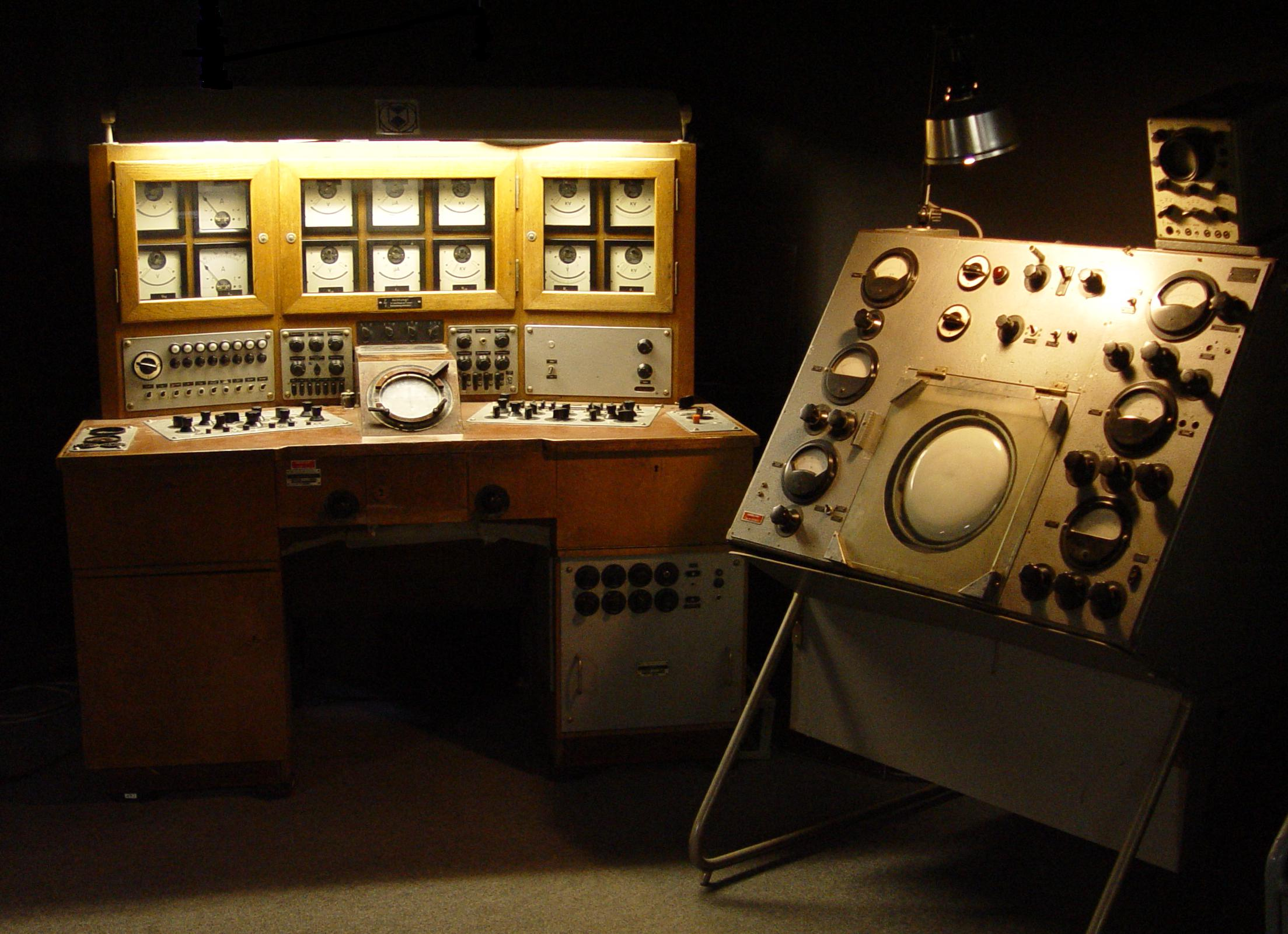
Messtisch für Oszillographenröhren (links) und Radarröhren (rechts) aus der Prüfmittelfertigung des Funkwerk Erfurt in der ehemaligen Ausstellung des Thüringer Elektromuseums.

Von 1938 bis 1990 wurden im Funkwerk Erfurt (ehem. Telefunkenwerk, auch Mikroelektronik Erfurt) Bauelemente der Hochvakuumelektronik entwickelt und produziert. In der DDR war das Werk hierfür der sog. Leitbetrieb. In dessen Zentrallaboratorium für Empfängerröhren (ZLE) wurden verschiedene Arten von Elektronenröhren sowie Hochspannungskondensatoren entwickelt. Teilweise wurden fertige Entwicklungen an andere Betriebe zur Produktion abgegeben, z. B. Senderöhren zum Werk für Fernsehelektronik (WF) in Berlin.
Im Fundus des Museums befinden sich Produktionsmaschinen und Ausrüstungen, Montagevorrichtungen, Spezialwerkzeuge, Entwicklungsmuster, Einbauteile, Halbfabrikate und Systemaufbauten aus dem Funkwerk Erfurt. Darunter auch eine Reihe von Unikaten sowie Entwicklungs- und Vergleichsmuster.

#### Messtechnik aus dem Funkwerk Erfurt
Von 1948 bis 1991 wurden im Funkwerk Erfurt elektronische Messgeräte entwickelt und produziert. Ein Teil hiervon wurde in Länder des Rats für gegenseitige Wirtschaftshilfe (RGW) exportiert.
Das Museum besitzt eine nahezu vollständige Sammlung aller in diesem Zeitraum produzierten Messgeräte aus dem Entwicklungsmusterlager des Funkwerks. Ebenfalls erhalten sind Prüfgeräte aus dem Rationalisierungsmittelbau (Betriebseigener Werkzeug- und Prüfmittelbau).

#### Büro- und Rechentechnik

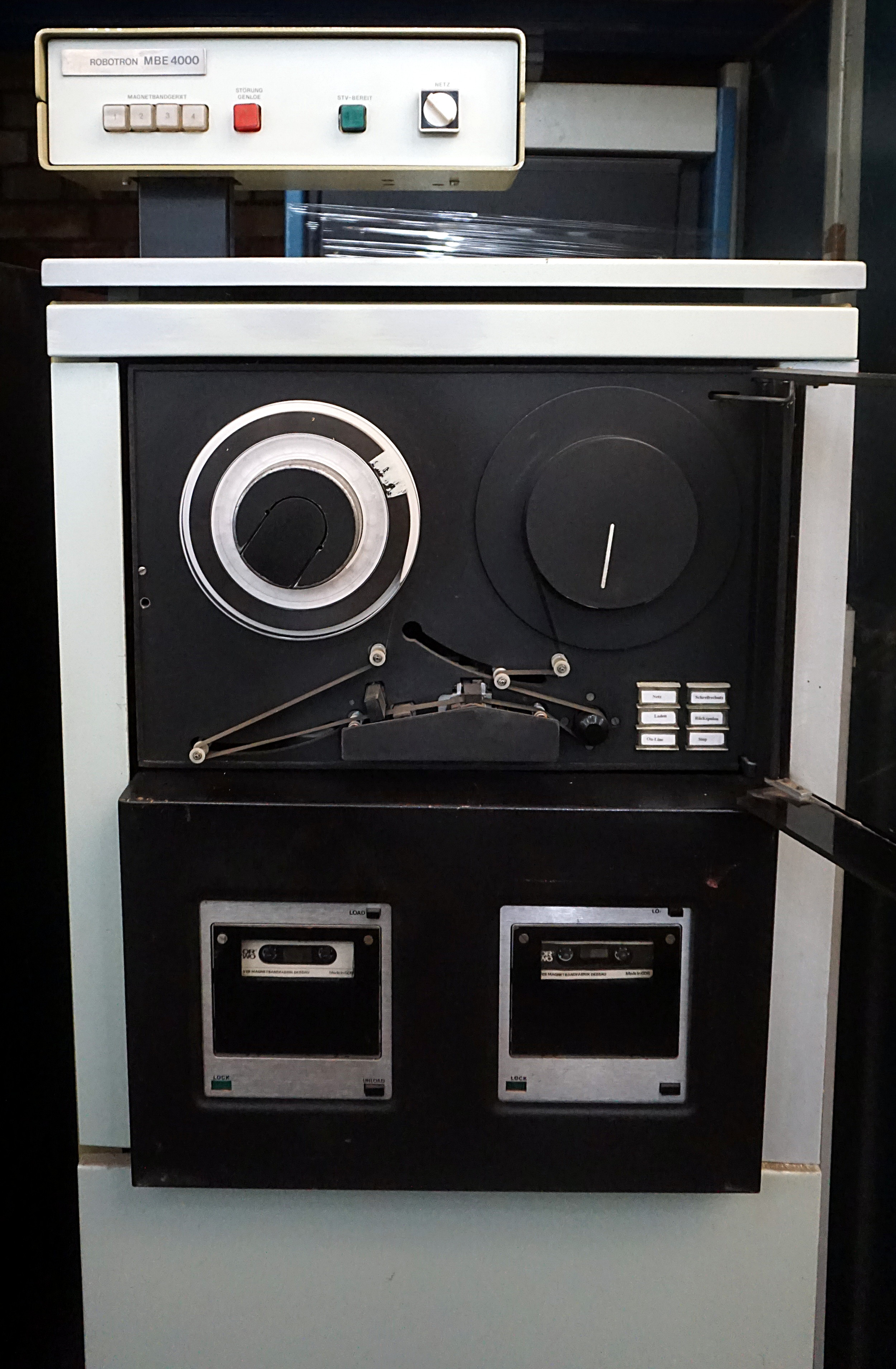
Speicher einer Rechenanlage: Magnetbandeinheit Robotron MBE 4000 mit Magnetbandlaufwerk und Datasettenlaufwerken im Depot des Thüringer Elektromuseums

In Sömmerda (Robotron), Zella-Mehlis (Cellatron), Erfurt (Optima und Funkwerk), Mühlhausen/Thüringen (VEB Mikroelektronik) und Gera (VEB Elektronik) wurden Büro- und Rechenmaschinen, sowie elektronische Datenverarbeitungsmaschinen entwickelt und hergestellt. Eine Reihe dieser Modelle befinden sich im Fundus des Elektromuseums.
Weiterhin besitzt das Elektromuseum Teile einer ESER-Rechenanlage. Auch viele Teile der originalen Inneneinrichtung eines Robotron R300 Rechenzentrums konnten erhalten werden.

#### Rundfunktechnik aus Thüringen
Von 1945 bis 1990 wurden u. a. an den folgenden Standorten in Thüringen ca. 180 verschiedene Rundfunkempfänger entwickelt und produziert, wovon sich etwa 100 Modelle im Fundus des Museums befinden:
- Apolda: John-Radio (1951–1964)
- Arnstadt: Siemens-Radio AG (1946–1950)
- Kölleda: Neutrowerk (1945–1948)
- Lauscha: Walter Funk-Werk (1949–1955)
- Plaue: Beck-Radio (um 1956)
- Rudolstadt: Brömel-Weltfunk (1951–1953)
- Sonneberg: EAK Elektroapparatewerk Köppelsdorf (1945–1952) und VEB Sternradio Sonneberg (1952–1990)
- Gera: Walter Reißmann (1948–1952)

#### Historisches Archiv
Eine bis ins Jahr 1890 zurückreichende technische Archivbibliothek beinhaltet Fachzeitschriften, Fach- und Lehrbücher, sowie Entwicklungsunterlagen und Firmenprospekte. Weitere Bestandteile sind Schaltungsunterlagen, Abgleich-, Service- und Bedienungsanleitungen sowie Firmenschriften.
Enthalten sind u. a.:
- Funkwerk Erfurt: Forschungsberichte und Entwicklungsunterlagen, technologische Unterlagen und Arbeitsanweisungen, Gerätebeschreibungen, Reparatur- und Schaltungsunterlagen, Photos und Werbemittel, Prüfprotokolle und Bildarchiv (ca. 30.000 Bilder) einschließlich Videodokumentation der Technologie der Oszillographenröhre.
- Fernmeldewerk Arnstadt: Tonarchiv des Betriebsfunks.
- Deutsch- und englischsprachige Fachliteratur und Fachzeitschriften aus ehemaligen Wissenschaftlichen Fachbibliotheken (z. B. Funkwerk Erfurt, Robotron-Vertrieb Erfurt, AEG / WF-Berlin, Fernmeldewerk Arnstadt).